# Lusk
Lusk es una localidad situada en el condado de Dublín de la provincia de Leinster (República de Irlanda), con una población en 2016 de 7786 habitantes.
Se encuentra ubicada al este del país, junto a la costa del mar de Irlanda, en el condado de Fingal (Dublín).